# 广运街道
广运街道，是中华人民共和国山東省德州市武城县下辖的一个乡镇级行政单位。

## 行政区划
广运街道下辖以下地区：
振东社区、贝州社区、漳南社区、兴武社区、兴隆社区、振华社区、沙窝屯社区、王立屯社区、旧城社区、城关社区、历亭社区、运祥社区、运鑫社区、前坡社区和棘围村。